# Паяльна лампа

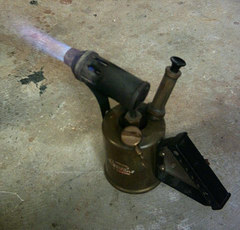
Працююча паяльна лампа

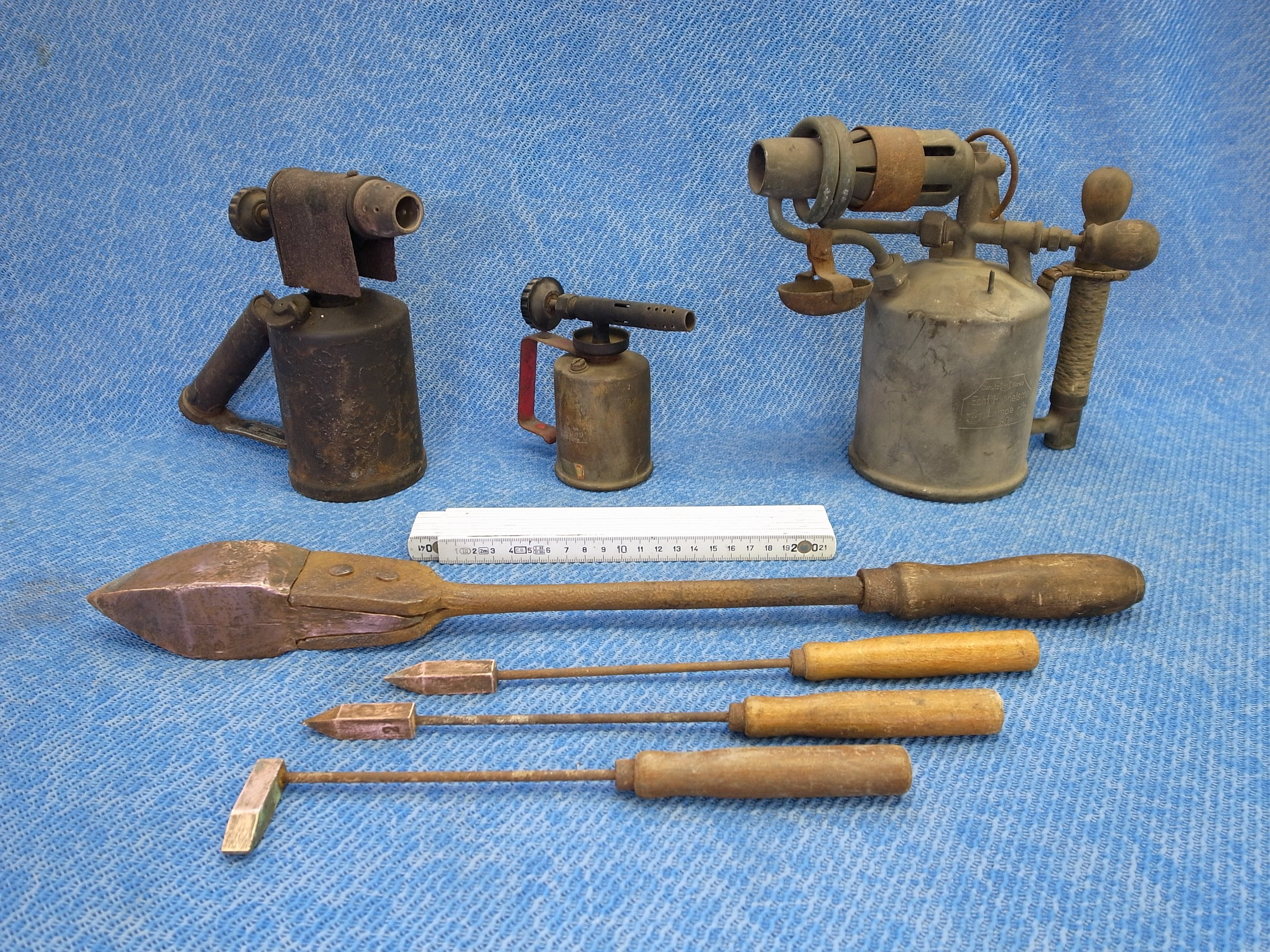
паяльні лампи та молоточкові паяльники

Паяльна лампа — нагрівальний прилад (винахід, Швеція, Карл Рікард Нюберг, 1881 рік), в якому горіння вихідної речовини (спирту, гасу, бензину) переводить його у випарнику в газоподібний стан, а струмінь з форсунки затягує кисень, що знаходиться в повітрі, подібно до пульверизатора.
Назва походить від прямого перекладу англійського терміна blowlamp (blow — «паяти», lamp — «лампа»)
Найбільшого поширення набули паяльні лампи форсункового типу. Більш зручні в експлуатації і теплопродуктивності за інші — бензинові паяльні лампи. Ємність резервуара паяльної лампи зазвичай 0,1-2 літри. Теплова потужність переносних паяльних ламп знаходиться в межах 0,5 кВт — 3 кВт (регулюється подачею палива).
Паяльні лампи, що працюють на гасі або на спирті, повинні мати випарник великих розмірів.
Нагрівальний прилад, що діє за аналогічним принципом — примус.

## Застосування
Паяльна лампа застосовується для:
- Нагріву деталей та розплавлення припою в процесі пайки,
- зварювання деяких матеріалів при температурах до 1000—1100 °C,
- Нагріву паяльників,
- Розігріву покриттів з лаків та фарб для їх видалення,
- Відігрівання замерзлих водопровідних труб,
- Смоління свинячих туш (випалювання щетини),
- Дезінфекції та дезінсекції приміщень,
- Приготування їжі в похідних умовах (при наявності певних пристосувань — зокрема, особливим чином зігнутої труби),
- Розбирання проіржавілих з'єднань сталевих та чавунних труб.

## Будова

Будова паяльної лампи

Паяльна лампа має резервуар для палива. Зверху до резервуару прикріплюється пальник. Резервуар закривається кришкою з ущільнювачем. За допомогою ручного насоса всередині резервуара створюється надлишковий тиск. Під дією надлишкового тиску паливо з резервуара через трубку й вентиль поступає до форсунки пальника. Перед надходженням до форсунки, паливо, проходячи через трубку, що омивається полум'ям пальника, нагрівається і випаровується, що підвищує повноту згоряння. Пальник являє собою ежектор, в якому за рахунок тяги створюється рух повітря та продуктів згоряння.
Типовий склад лампи:
- Резервуар для палива — найбільший елемент паяльної лампи;
- Ручка;
- Герметично закриваний отвір — для заливання палива в резервуар;
- Насос з клапаном — для створення надлишкового тиску всередині резервуара;
- Сифонна трубка для подачі рідкого палива з резервуара до випарника;
- Голчастий кран, кріпиться на зовнішній частині сифонної трубки і служить для регулювання надходження у випарник палива;
- Випарник, в якому, після прогріву, паливо, що надходить, переходило в газоподібний стан;
- Форсунка — розташовується на кінці трубки, виведеної з верхньої частини випарника, направляє струмінь газоподібного палива через випарник до ежектора;
- Ежектор — найбільш розігріта частина лампи, є продовженням випарника, в робочому режимі саме на виході з ежектора паливно-повітряна суміш починає горіти;
- Дріт для прочищення форсунки — використовується за необхідності;
- Паливо — НЕ деталь, витратний матеріал, від якості якого залежить димність полум'я, засміченість форсунки і вибухонебезпечність. Для бензинових ламп рекомендується бензин з октановим числом не більше 80 або бензин «Калоша» (синонім — Нефрас С2 80/120).

## Техніка безпеки
Крім очевидної пожежонебезпеки, паяльна лампа є потенційно вибухонебезпечним приладом, так як в резервуарі знаходиться суміш парів палива й повітря під високим тиском, а резервуар нагрівається при роботі. Тому при використанні паяльної лампи потрібно суворе дотримання правил безпеки, а саме:
- Не допускати нагріву резервуара до температури вище 50 °C;
- Не відкривати кришку резервуара і не проводити заправку при працюючій або ще не охололій лампі;
- Не створювати в лампі надлишкового тиску, не застосовувати в лампі, призначеній для використання гасу, бензин;
- Стежити за герметичністю клапанів насоса та з'єднань;
- При перевезенні та зберіганні переконатися у відсутності надлишкового тиску та залишків палива в резервуарі.

Найчастіша причина вибуху паяльної лампи — відкриття кришки резервуара гарячої лампи. У цьому випадку пари бензину стикаються з нагрітим до 500—600 °C пальником і спалахують, викликаючи вибух пароповітряної суміші в резервуарі і навколо нього. Також потрібно враховувати, що старі лампи використовували гас, при заливці бензину й подальшому використанні резервуару розривало тиском. Опіки в такому випадку практично неминучі, оскільки відбуваються, як правило, при спробі «підкачати».
Необхідно усвідомлювати, що при запалюванні бензинової лампи випарник наповнений бензином, і якщо на цьому етапі кран подачі палива перекривається, то бензин, що залишився в випарнику, буде продовжувати залишати випарник через сопло у вигляді рідини, або в разі більшого прогріву, — у вигляді газорідинного або газового струменя.
Крім того, для робіт в закритому приміщенні необхідно мати вентиляцію, достатню для видалення різко пахнючих, токсичних та канцерогенних продуктів згоряння.
Паяльна лампа, в більшості випадків, може бути замінена більш безпечним газовим пальником (газ в балоні не змішується з повітрям).
При наявності в місці проведення робіт джерела електричної енергії достатньої потужності паяльну лампу можна замінити технічним феном, який не використовує легкозаймистих матеріалів та більш безпечний.